# Grace Andrews
Grace Andrews (* 30. Mai 1869 in Brooklyn, New York City; † 27. Juli 1951 in Margaretville, New York) war eine US-amerikanische Mathematikerin. Zusammen mit Charlotte Angas Scott war sie eine von nur zwei Frauen, die 1906 in der ersten Ausgabe von American Men of Science aufgeführt war.

## Leben und Werk
Andrews wurde als eines von fünf Kindern von Susan Matthews (Hotchkiss) (ca. 1827–1915) und Edward Gayer Andrews (1825–1907) geboren. Ihr Vater war zum Zeitpunkt der Heirat 1851 Pastor einer Kirche in Cooperstown (New York), dann kurzzeitig Präsident des Mansfield Female College, Direktor des Cazenovia-Seminars und wurde 1872 Bischof der Methodist Episcopal Church. Von 1872 bis 1880 lebte die Familie in Des Moines, Iowa, und von 1880 bis 1888 in Washington, D.C. Während einer Reise ihres Vaters nach Indien verbrachte sie 1877 mit ihrer Mutter und ihrem Bruder sechs Monate in Europa. Sie erhielt eine Ausbildung am Mount Vernon Seminary (heute George Washington University) in Washington, DC, bevor sie 1885 am Wellesley College studierte, wo sie 1890 einen Bachelor-Abschluss erhielt. 1897 begann sie ihre Abschlussarbeit an der Columbia University und erwarb 1899 einen Master-Abschluss und promovierte dort 1901 mit der Dissertation: The Primitive Double Minimal Surface of the Seventh Class and its Conjugate. Von 1900 bis 1902 war sie Assistentin in Mathematik am Barnard College. Von 1901 bis 1903 lebte sie in Manhattan, wo sie 1901 in die American Mathematical Society (AMS) eintrat. Danach zog sie zu ihrer Familie nach Brooklyn. Von 1905 bis 1926 war sie Buchhalterin beim Schatzmeister der Wesleyan University. Von 1916 bis zu ihrem Lebensende hatte sie verantwortliche Positionen bei der New Yorker Zweigstelle der Foreign Missionary Society der Methodist Episcopal Church.
Obwohl sie nach 1902 nicht mehr als Mathematikerin beschäftigt war, nahm sie bis 1907 an AMS-Treffen in New York City teil und blieb bis etwa 1918 Mitglied der Gesellschaft.
Sie hinterließ dem Wellesley College ein Vermächtnis von 500 Dollar.

## Mitgliedschaften
- American Mathematical Society
- Phi Beta Kappa